# Léon Durocher
Pour les articles homonymes, voir Durocher.
Léon Durocher (né Léon Joseph Marie Düringer) est un poète, dramaturge, humoriste, chansonnier et directeur de revue français, né à Napoléonville (Morbihan), le 23 octobre 1862 et mort à Paris le 23 octobre 1918. Il a été en même temps un chanteur de cabaret parisien à l’esprit montmartrois et un régionaliste breton, brittophone engagé dans des associations bretonnes et responsables d'une revue savante.

## Biographie
Son père était un Allemand, du nom de Düringer, installé à Pontivy sous le Premier Empire et qui exploitait une brasserie. Léon, son fils, obtint, par décision du Conseil d’État, que son pseudonyme littéraire devienne son nom officiel. Sa famille était alliée avec celle de Jacques Le Brigant.
Il fit ses études au Lycée de Nantes et au Lycée Louis-le-Grand, puis à l’Université de Paris (La Sorbonne). Après quelques années d’enseignement à Beauvais et à Paris, il décida de se consacrer à la littérature et particulièrement à la chanson sous le nom de plume de Léon Durocher.
Il se marie, le 17 avril 1899,  avec une jeune femme âgée de 20 ans, fille de cultivateurs de Kerjacob, en  Lampaul-Plouarzel, Marie-Yvonne-Angélique Le Moigne, laquelle était serveuse à l’Hôtel de Bretagne au Conquet où Léon Durocher était venu en vacances. Elle se faisait alors appeler Léonie, d'où probablement son surnom de Ninoc’h. Ils auront un fils, Patrick.
Léon Durocher est décédé à Paris, en 1918, peu avant la fin de la guerre et, comme son fils, de la grippe espagnole. Il est inhumé à Lannion.
Des voies publiques ont été dénommées par son nom à Pontivy, Nantes (rue Léon-Durocher), Quimper, Trégastel, Theix, ainsi qu'une promenade à Montfort-l'Amaury.

## L’auteur de chansons et le chansonnier de cabaret

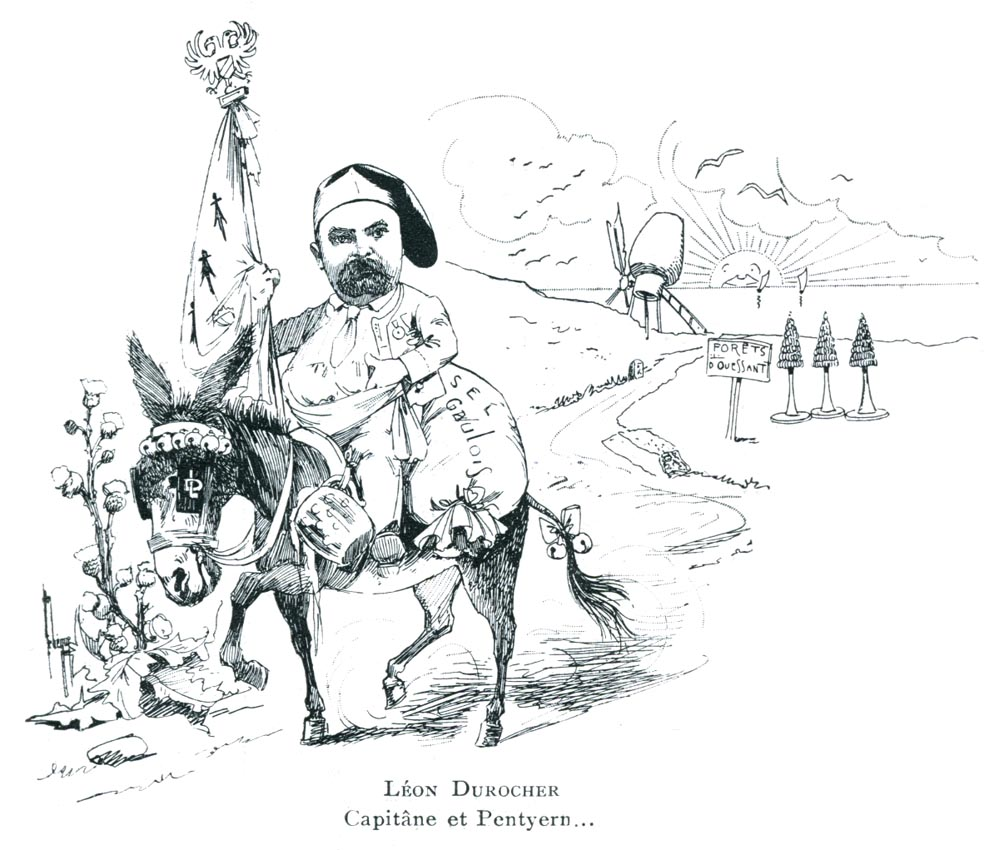

Dès 1890, il s’inscrit à la Société des auteurs, compositeurs et dramaturges (SACD) sous son nom littéraire de Léon Durocher. Sous le pseudonyme de Léon Dequillebecq, il aurait participé activement à la revue littéraire montpelliéraine Chimère (1891-1893).
Il fait des débuts remarqués, en 1899, au cabaret « Le Chat noir » et un thane (comte) écossais lui fait cadeau d’une toque écossaise qu’il porta souvent par la suite.  En 1900, il crée son propre cabaret, le Moulin à sel.
Lors de l’exposition universelle de Paris, en 1900, il tint, sur l'esplanade des Invalides, un cabaret breton qui n’était pas fait pour illustrer un répertoire breton, mais plutôt l’esprit caustique et railleur, dit « de Montmartre », qui était une qualité de ce chansonnier, pourtant aussi très breton.
L’une de ses chansons, L’Angélus de la mer, (musique de Gustave Goublier) qu’il a écrite à 32 ans, a eu une carrière posthume plus qu’honorable, car elle a été reprise par de grands interprètes, y compris contemporains.
Son esprit mordant et facétieux, qui le poussait à créer des chansons satiriques à l’égard de personnages connus ou amis, lui valut de se fâcher avec beaucoup de gens, mais comme Théodore Botrel, qu’il avait aussi brocardé comme « Breton de Montmartre », il savait proposer des chansons très patriotiques.

## Le régionaliste
Parallèlement à son activité professionnelle, Léon Durocher est fortement liée à la communauté intellectuelle des Bretons de Paris et apparaît comme un collaborateur actif de Charles Le Goffic, son ancien condisciple, avec lequel il finit par se brouiller en 1912. En 1894, avec Le Goffic, Armand Dayot et Ary Renan, il est un des fondateurs de la première association de Bretons de Paris.
En 1899, il participe à la fondation de l’Union régionaliste bretonne  à Morlaix, mais la quitte avec éclat  après une algarade dans un cabaret de Guingamp. Juste avant, en août 1899, il se rendit au Pays de Galles, pour le congrès celtique international de Cardiff. Avec Charles Le Goffic, François Jaffrennou, Léon Le Berre, François Vallée, Jean Le Fustec, et plusieurs autres, il reçut l’investiture comme barde par l’Archidruide de Grande-Bretagne. Son nom de barde était une plaisanterie bien dissimulée, car Kambr o Nikor contenait une allusion à Cambronne et au mot qui lui est attribué (breton : kaoc’h prononcé korrr). Il connaissait donc bien le breton, puisque c'était une condition pour faire partie du collège des bardes de Bretagne.
En juin 1900, il fonde le Pardon des Bretons de Paris à Montfort-l’Amaury (Yvelines), sous le prétexte d’y honorer la Duchesse Anne, dame du lieu. C’est l’occasion d’organiser un défilé en costumes avec une duchesse Anne à cheval, des joutes poétiques et un banquet . Après une interruption, cette fête a été restaurée par la municipalité en 1999 et un buste du poète a été placé sur une promenade publique.
En 1910, à la demande de son ami, Maurice le Dault (br), il prend en charge la gestion et l'administration d'une revue savante, intitulée Le Fureteur breton. Le principe étant de répondre aux questions historiques et littéraires posées, il arrive à y créer un esprit d'émulation pour que les collaborateurs apportent des contributions satisfaisantes. Lui-même écrit des fantaisies historiques qui donnent un ton plus léger à l'ensemble.
Après l'interruption de la guerre et son décès, c'est sa veuve qui prendra en charge la gestion.
En 1913, Le Breton de Paris, fondé et dirigé par le docteur René Le Fur qui en voulait à Durocher, lance contre le Pontivyen une attaque personnelle grave, particulièrement dans une période de grande tension avec l'Allemagne, celle de ne pas être Breton, puisque fils d’Allemand. Léon Durocher gagna, en 1916 et 1917, les procès en diffamation qu’il mena devant les tribunaux de Lannion et de Pontivy, mais il en fut ébranlé.

## Le Trégorrois d’adoption

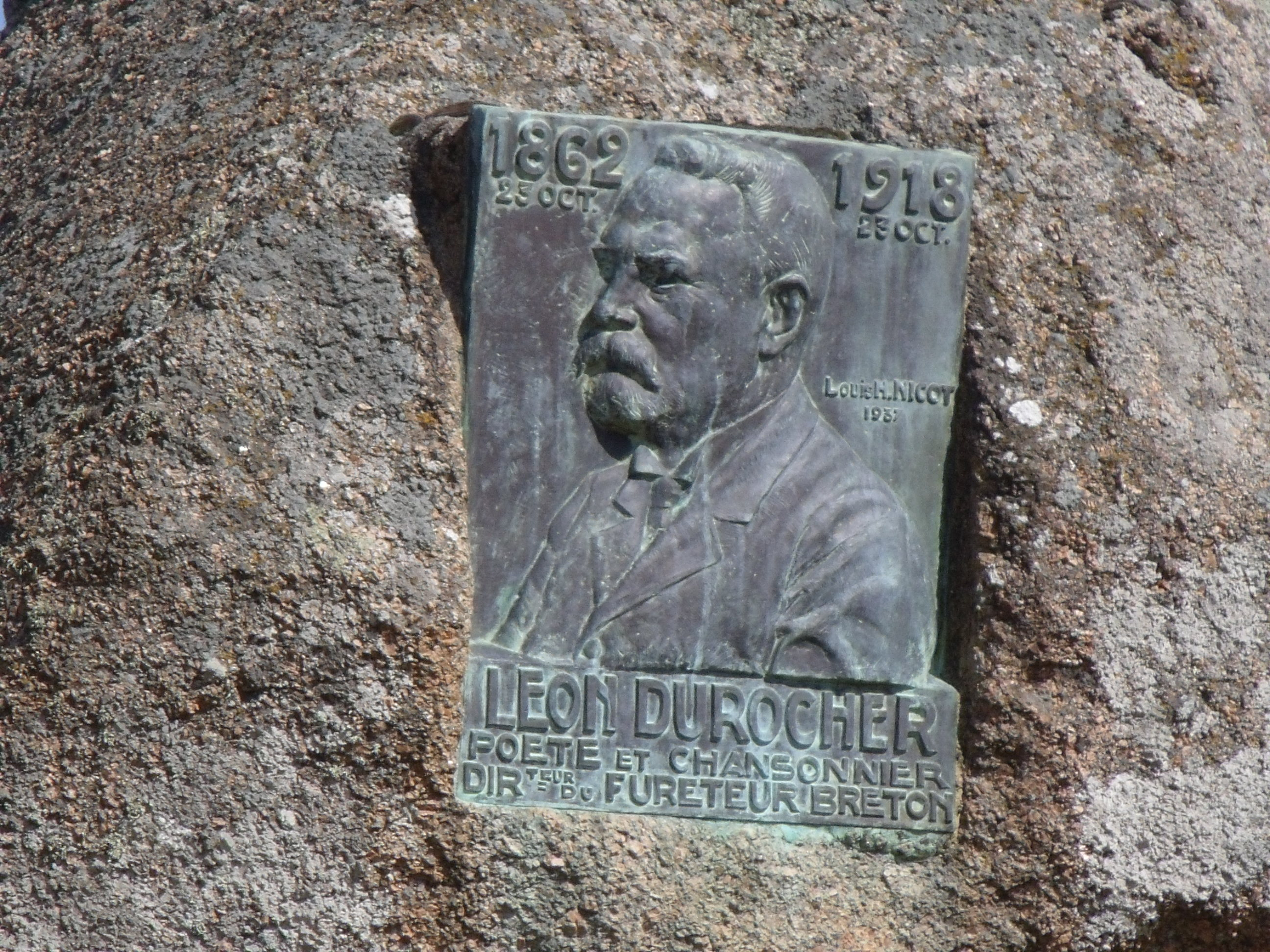
Le médaillon en bronze situé dans l'enclos de la chapelle Sainte Anne des Rochers

Il avait pour habitude de se rendre l’été à Trégastel (Côtes-d'Armor), dans la maison qu’il avait baptisée Ker Ninoc’h (du surnom de sa femme). et il s’intéressa aux gens et lieux du Trégor. Un médaillon de bronze, œuvre de Louis-Henri Nicot, a été fixé sur l’un des rochers du rivage à Sainte-Anne en Trégastel. Chaque année, une sorte de pèlerinage y a lieu. En partie, parce qu'il avait cette résidence à proximité, il fut président du Comité du Monument Corbière qu'il inaugura en 1913 sur le Cours Beaumont, à Morlaix. Le médaillon en l'honneur d'Edmond Corbière et de son fils, Tristan Corbière, avait été sculpté par Antoine Bourdelle.

## Œuvres
- 1888 : Rézinsec et Strophazur. Théâtre lyrico-naturaliste, Paris, Dupret éditeur
- 1892 : La Marmite enchantée, comédie préhistorique en un acte et en vers, au théâtre Artistique (1er février)
- 1895 : Le Moulin de Kerlor, drame en un acte et en vers, au théâtre de la Bodinière
- Chansons de là-haut et de là-bas. Flammarion, 1899. Là-haut désigne Montmartre et là-bas, la Bretagne[3]
- Ruth, poème mis sous forme de cantate, musique d’Édouard Kann. Paris, Quinzard, sans date.

Titres de chansons
- L’Angélus de la mer. Musique Gustave Goublier, 1894. Reprise par de nombreux interprètes : Marius Richard, Jean Noté (1906), Louis Lynel, André Baugé (1929), Fred Gouin (1931), Jean Lumière (1948), Lucien Lupi (1949), Armand Mestral (1951), André Dassary, Michel Dens (1961), Marcel Merkès (1964), Michel Chaineaud (1997) et dans une adaptation de Maurice Hermite (1938), par Damia, Patricia Kaas et Johnny Hallyday (1996).

- Berceuse pour Maryvonne. Prénom usuel de son épouse.
- J'ai voulu fuir ![4] Musique de Paul Delmet.
- L’oignon celtique
- Le départ des goélettes
- Et, voilà pourquoi, Madeleine. Musique de Marcel Legay.
- Sonnez, musettes. Musique de Paul Delmet
- Berceuse de la vie (1902). Musique de Gerald Lane
- M'sieu de Turenne. Sur un air provençal du XVIIe, parfois attribué à Jean-Baptiste Lully et repris par Georges Bizet, pour La marche des Rois.
- Prélude pour Hélène. Musique de Pierre Kunc.
- Parmi les saules. Musique de Camille Andrès
- L'inutile printemps. Musique de Camille Andrès
- Le Chanteur des bois. Musique de Paul Delmet
- La prière à la Vierge, adaptée d'une chanson de Tekla Badarzewska. Musique de Gustave Goublier.
- Da Gaourintina (À Corentine). sur une mélodie bretonne, adaptée et harmonisée par M. Guillermit.

Voir aussi : Répertoire des Arts du Spectacle - Fonds Léon Durocher conservé à la Médiathèque des Champs Libres à Rennes